# Walther Bayrhoffer
Walther Bayrhoffer (* 1. Februar 1890 in Berlin; † 14. August 1967 ebenda) war ein Beamter im Reichsfinanzministerium in der Weimarer Republik und im NS-Staat.

## Leben
Walther Bayrhoffer studierte bis 1911 Rechtswissenschaften. Von 1915 bis 1919 leistete er seinen Militärdienst bei der Besatzungsverwaltung in Polen und Litauen. 1920 trat Bayrhoffer als Regierungsrat in das Reichsministerium für Wiederaufbau ein. In den Jahren 1924 bis 1926 war er Oberregierungsrat im Reichsfinanzministerium. 1929 war er Kommissar der Reichsregierung in der Deutschen Rentenbank. 1931 kam er wieder zum Reichsfinanzministerium als Ministerialrat, wo er 1939 Ministerialdirigent und Leiter des Generalbüros sowie gleichzeitig „Generalbeauftragter für das Kassen- und Kreditwesen“ wurde. Beide Funktionen bekleidete er bis Kriegsende. Zum 1. Mai 1933 trat Bayrhoffer der NSDAP bei (Mitgliedsnummer 3.019.575). 1937 wurde er Mitglied des Aufsichtsrats in der Landwirtschaftlichen Haupttreuhandstelle des Deutschen Ostens. Ab 1938 war er als Vertreter des Finanzministeriums Mitglied des Reichsbankdirektoriums. Bayrhoffer war Mitglied in vielen Aufsichts- und Verwaltungsräten von staatlichen Einrichtungen und Unternehmen, u. a. ab 1940 Mitglied des Verwaltungsrats der Hauptverwaltung der Reichskreditkassen.
Im Juli 1945 wurde Bayrhoffer verhaftet und in den Jahren 1946 bis 1948 mehrfach im Rahmen der Nürnberger Prozesse als Zeuge vernommen. Ab 1949 war er Ruhegehaltsempfänger.

## Schriften
- (Hrsg.): Deutsche Geldpolitik. Duncker & Humblot, 1941